# Pouria Darini
Pouria Darini (persisch پوریا درینی; * 24. Januar 1991 in Dschiroft) ist ein iranischer Schachspieler.
Er spielte für den Iran bei der Schacholympiade 2012 in Istanbul. Außerdem nahm er dreimal an den asiatischen Mannschaftsmeisterschaften (2012, 2014 und 2016) teil. Beim Schach-Weltpokal 2013 scheiterte er in der ersten Runde an Dmitri Andreikin.
Im Jahre 2010 wurde ihm der Titel Internationaler Meister (IM) verliehen, 2013 der Titel Großmeister (GM).
| Hier fehlt eine Grafik, die leider im Moment aus technischen Gründen nicht angezeigt werden kann. Wir arbeiten daran! |